# آريس إنكلمان
آريس إنكلمان (مواليد 29 أبريل 1964) هو مبارز بالسيف ألماني، مثّل بلاده في الألعاب الأولمبية الصيفية 1988.

## روابط خارجية
آريس إنكلمان على موقع أوليمبيديا (الإنجليزية)